# Лорен Цай
Лорен Цай (англ. Lauren Tsai, нар. 11 лютого 1998 Веллеслі (Массачусетс), Массачусетс, США) — американська ілюстраторка, модель і акторка. Відома своєю участю в реаліті-шоу Terrace House: Aloha State, що виходило на Fuji TV та Netflix, а також участю в третьому сезоні серіалу «Легіон», знятого за однойменним коміксом Marvel.

## Біографія
Лорен Цай народилася 11 лютого 1998 року в місті Веллеслі (Массачусетс), США. У її батька китайське коріння, а в матері — європейське. Цай молодша з трьох сестер. Вона доводиться племінницею ресторатору  Мінгу Цаю . Коли Лорен було сім років, сім'я переїхала в Гонолулу, Гаваї. Пізніше Лорен повернулася в Массачусетс для навчання в інтернаті. В одинадцятирічному віці Цай уперше відвідала Японію, а на другому курсі  Тихоокеанської буддійської академії  з освітньою метою на шість тижнів приїздила до Хіросіми.
2014 року почала працювати моделлю в Японії під псевдонімом Lala. У листопаді 2016 пройшла прослуховування для реаліті-шоу  Terrace House: Aloha State.
Після Terrace House Цай продовжила кар'єру моделі і заняття творчістю. Як модель знімалася для журналів, реклами, каталогів і брала участь в показах моди як у Японії, так і на Гаваях. 2017 року взяла участь в японському кулінарному шоу.
2018 року намалювала варіант обкладинки для першого номера коміксу West Coast Avengers, а 2019 року — варіант обкладинки для коміксу Captain Marvel No. 1. Співпрацювала з Марком Джейкобсом в роботі над прикрасами та аксесуарами.
У січні 2019 року увійшла до акторського складу третього сезону серіалу «Легіон», що виходив на каналі FX. Вона виконала роль мутанта на ім'я Світч, здатної подорожувати в часі. Після серіалу знялася у фільмі Емі Полер « Зухвалість», який готується до виходу на сервісі Netflix в 2020 році.

## Художня творчість

### Вплив
Цай знаходить натхнення в мультиплікації, фентезі, сюрреалізмі та музиці.

### Виставки та проекти
| Проекти                       | Рік  | Коментар                                                  |
| ----------------------------- | ---- | --------------------------------------------------------- |
| «18»                          | 2017 | виставка в галереї кав'ярні ARS                           |
| «It’s All Over»               | 2017 | виставка в токійській галереї Sezon на вулиці Омотесандо  |
| «Gateway to Fantasy»          | 2017 | оформлення вітрини для магазину Lucua в Осаці             |
| співпраця зі Starbucks        | 2017 | Starbucks Harajuku B-Side                                 |
| співпраця з Марком Джейкобсом | 2017 | дизайнер та ілюстратор                                    |
| «It’s All For You»            | 2018 | книга малюнків у твердій палітурці (обсяг: більше 200 с.) |
| Be@RBRICK Series 38           | 2019 | серія іграшок                                             |
| West Coast Avengers No. 1     | 2019 | варіант обкладинки комікса                                |
| Revlon JP                     | 2019 | [ 28 ]                                                    |
| Brooklyn Mural #1             | 2019 | мурал для Mortal Kombat                                   |
| співпраця з Nike              | 2019 | дизайн кросівок Air Force 1 та Nike Air Max               |
| Captain Marvel No. 1          | 2019 | варіант обкладинки комікса                                |

## Фільмографія
| Рік       |   | Українська назва | Оригінальна назва          | Роль           |
| --------- | - | ---------------- | -------------------------- | -------------- |
| 2016—2017 | с |                  | Terrace House: Aloha State | грає саму себе |
| 2019      | с | Легіон           | Legion                     | Світч          |
| 2020      | ф | Зухвалість       | Moxie                      | Клаудія        |

## Музичні кліпи
| Рік  | Кліп                              | Виконавець                    | Джерело |
| ---- | --------------------------------- | ----------------------------- | ------- |
| 2016 | リリリピート (англ. «Rererepeat») | フレデリック (англ. Frederic) | [ 31 ]  |
| 2017 | «Summer Dream»                    | Чон Йон-хва                   | [ 32 ]  |
| 2017 | «Positive Shadow, Negative Light» | Behind the Shadow Drops       | [ 33 ]  |